# ایبان مورو
ایبان مورو (اسپانیایی: Iván Moro‎؛ زادهٔ ۲۵ دسامبر ۱۹۷۴) بازیکن واترپلو اهل اسپانیا است.
وی در مسابقات کشوری و بین‌المللی در مجموع برندهٔ ۳ مدال طلا، ۱ مدال برنز شده‌است.